# Miká Heming
Miká Heming (Ahaus, 6 aprile 2000) è un ciclista su strada tedesco che corre per il Tudor Pro Cycling Team.

## Palmarès

### Strada
- 2022 (ATT Investments, due vittorie)

3ª tappa International Tour of Rhodes (Rodi > Marizza)
2ª tappa Carpathian Couriers Race (Piwniczna-Zdrój > Niedzica)

#### Altri successi
- 2020 (Maloja Pushbikers)

Classifica scalatori Belgrado-Banja Luka
- 2022 (ATT Investments)

Classifica giovani Turul României

## Piazzamenti

### Classiche monumento
- Milano-Sanremo

2023: 138º
- Parigi-Roubaix

2025: fuori tempo massimo
- Liegi-Bastogne-Liegi

2025: ritirato